# Withern
Withern – wieś w Anglii, w hrabstwie Lincolnshire, w dystrykcie East Lindsey. Leży 28 km na wschód od Lincoln i 201 km na północ od Londynu.